# Ulrich Lemmer
Ulrich Lemmer (* 10. Mai 1964 in Marienheide) ist ein deutscher Elektrotechniker im Fachgebiet der Optoelektronik und Leiter des Lichttechnischen Instituts am Karlsruher Institut für Technologie.

## Leben
Nach dem Abitur am Städtischen Lindengymnasium Gummersbach (ehemals Gymnasiums Grotenbach Gummersbach) begann Lemmer 1984 das Studium der Physik an der RWTH Aachen, das er 1990 abschloss. Im Anschluss daran folgte von 1991 bis 1995 eine Promotion an der Philipps-Universität Marburg. Von 1995 bis 1996 war er als Postdoc an der University of California in Santa Barbara tätig.
Von 1996 bis 2002 war er als Gruppenleiter im Fachgebiet organische Optoelektronik an der Universität München tätig. 2002 wurde er zum ordentlichen Professor und Direktor des Lichttechnischen Instituts des Karlsruher Instituts für Technologie (KIT) berufen. Er ist zudem einer der Leiter des Institut für Mikrostrukturtechnik. Seit 2006 ist er zudem Koordinator der Karlsruhe School of Optics & Photonics (KSOP) und leitet das Kompetenzzentrum Gerätephysik im InnovationLab in Heidelberg. Seine Forschungsschwerpunkte liegen in der Technologie und den Anwendungen druckbarer organischer und anorganischer Halbleiter. Mit über 21.000 Zitaten aus seinen Veröffentlichungen zählt er zu den renommiertesten Forschern seines Fachgebiets.

## Lehre
Lemmer hält am KIT die Vorlesungen „Festkörperelektronik und Bauelemente“, „Optoelektronik“, „Polymerelektronik“ und „Photovoltaik“. Außerdem betreut er das Praktikum „Modellierung und Entwurf optoelektronischer Bauelemente und Systeme mit Matlab“ sowie das Praktikum „Nanotechnologie“ und das „Lichttechnische Kolloquium und Seminar“.

## Auszeichnungen
Seit 2018 ist er Fellow der Optica (ehemals The Optical Society), von der er 2019 auch die Esther Hoffman Beller Medal erhielt.
2023 bekam er für das Projekt Origami inspired thermoelectric generators by printing and folding einen Advanced Grant des Europäischen Forschungsrates.

## Werke
Lemmer hat über 400 Zeitschriftenveröffentlichungen, 17 Patente oder Patentanmeldungen sowie 9 Bücher und Buchartikel veröffentlicht.
Zu seinen bekanntesten Veröffentlichungen gehören die mehrere hunderte Male zitierten Paper zum Thema „Aggregatfluoreszenz in konjugierten Polymeren“, „Ultraschnelle feldinduzierte Dissoziation von Exzitonen in konjugierten Polymeren“ sowie „Zeitaufgelöste Lumineszenzuntersuchung von Rekombinationsprozessen in elektrolumineszenten Polymeren“, die zum Teil in der Promotion unter Heinz Bässler entstanden. Lemmer schrieb des Weiteren Artikel und Abschnitte aus internationalen Standardwerken der Optoelektronik. Darunter zählen die Bücher „Organic semiconductor lasers as integrated light sources for optical sensors“, „Fluorescence Quenching Sensor Arrays for the Discrimination of Nitroaromatic Vapors“ sowie den Abschnitt über „Lasing in conjugated polymers“ im Werk „Semiconducting Polymers – Chemistry“.